# Botafogo Football Club (Guiana)
O Botafogo Football Club é uma equipe de futebol da cidade de Linden, na Guiana. Seu nome é uma homenagem ao time brasileiro Botafogo de Futebol e Regatas, diversas vezes campeão carioca.
É filiado à Upper Demerara Football Association, uma das 9 associações regionais que formam a Federação de Futebol da Guiana.
Foi campeão regional em 2019 sobre o Mackenzie Sports Club, possuindo também equipes de futebol feminino e futsal.